# Маджио, Вероника
Верони́ка Са́ндра Ка́рин Ма́джио (Маджо) (швед. Veronica Sandra Karin Maggio; род. 15 марта 1981, Уппсала, Швеция) — певица шведского и итальянского происхождения, обладательница премии Grammisgalan 2006 в номинации «Дебют года».

## Биография
Вероника Сандра Карин Маджио родилась в 1981 году в семье стоматолога и медсестры.

### Личная жизнь
У Маджио есть сын (р. 2011) и дочь (р. 2019) от музыканта Нильса Талла.

## Карьера
В марте 2006 года Маджио выпустила дебютный сингл «Dumpa mig»; видеоклип на эту песню вскоре стал хитом недели на шведском музыкальном телеканале ZTV. Следующим её синглом стал «Nöjd?». Затем она подписала контракт с Universal Music и летом 2006 года отправилась в турне. В том же году вышел первый студийный альбом Vatten och bröd, тексты и музыку к которому были написаны Стефаном Греслундом, за исключением рэп-куплета в песне «Vi har, vi har», который сочинил Кристоффер Мальмстен.
26 марта 2008 года Вероника Маджио выпустила второй альбом Och vinnaren är…, который она сочинила и записала совместно с Оскаром Линнросом (англ. Oskar Linnros). В Швеции он получил платиновый сертификат и провёл в национальном хит-параде более года, добравшись до седьмой позиции. Сингл из альбома «Måndagsbarn» имел успех в Норвегии и Дании.
Её третий альбом Satan i gatan, созданный в сотрудничестве с Кристианом Вальцем (англ. Christian Walz) и Маркусом Крунегордом (швед. Markus Krunegård), вышел 27 апреля 2011 года. С первым синглом из него «Jag kommer» Вероника Маджио впервые достигла вершины шведского чарта.

## Дискография

### Студийные альбомы
| Vatten och bröd                                                         | 6 сентября 2006 | Universal Music | CD, digital download        | 14 | —  | —  | —  |
| Och vinnaren är...                                                      | 28 марта 2008   | Universal Music | CD, digital download        | 7  | 7  | —  | —  |
| Satan i gatan                                                           | 27 апреля 2011  | Universal Music | CD, digital download        | 1  | 2  | 24 | 33 |
| Handen i fickan fast jag bryr mig                                       | 4 октября 2013  | Universal Music | CD, digital download        | 1  | 2  | —  | 32 |
| Den första är alltid gratis                                             | 6 мая 2016      | Universal Music | CD, digital download        | 1  | 6  | —  | 33 |
| Fiender är tråkigt                                                      | 14 июня 2019    | Universal Music | Digital download, streaming | 1  | 40 | —  | —  |
| "—" означает, что релиз не попал в чарт или не вышел на этой территории |                 |                 |                             |    |    |    |    |

### Синглы
- 2006 — «Dumpa mig»
- 2006 — «Nöjd?»
- 2006 — «Havanna mamma»
- 2007 — «Inga problem» (feat. Snook & Petter)
- 2008 — «Måndagsbarn»
- 2008 — «Stopp»
- 2008 — «17 år»
- 2011 — «Jag kommer»
- 2011 — «Välkommen in»
- 2012 — «Mitt hjärta blöder»
- 2013 — «Sergels torg»
- 2016 — «Den första är alltid gratis»
- 2016 — «Ayahuasca»
- 2016 — «Vi mot världen»
- 2018 — «20 Questions (From Bergman's Reliquary)»
- 2019 — «Kurt Cobain»
- 2019 — «Tillfälligheter»
- 2019 — «5 minuter»
- 2021 — «Se mig»[17]